# Camille Paglia
Camille Anna Paglia (Endicott, 2 aprile 1947) è una filosofa statunitense.

## Biografia
Nacque nello Stato di New York, figlia primogenita di Pasquale Paglia e Lydia Anne Colapietro. La madre e tutti i nonni erano nati in Italia: il ramo paterno è di origine campana, con parenti sparsi nelle province di Avellino, Benevento e Caserta; il ramo materno è invece originario del comune ciociaro di Ceccano.
Cresciuta in un ambiente cattolico, frequentò la scuola elementare nella cittadina rurale di Oxford, dove la famiglia viveva lavorando in un agriturismo. Suo padre, un veterano della seconda guerra mondiale, insegnò per anni nella scuola superiore Oxford Academy, trasmettendo alla piccola Camille la passione per l'arte attraverso la lettura di volumi sui pittori francesi. Nel 1957 la famiglia si trasferì a Syracuse, dove il padre sarebbe poi diventato professore di filologia romanza al collegio gesuita Le Moyne. In gioventù fu una guida scout.
Nel 1964 entrò al collegio Harpur affiliato all'Università di Binghamton, dove conseguì il baccellierato nel 1968 come migliore studentessa del suo corso; trasferitasi all'Università Yale, divenne allieva di Harold Bloom e ottenne il dottorato nel 1974. Dopo un periodo di insegnamento in qualità di assistente universitaria a Yale, nel 1984 fu chiamata a insegnare all'accademia di belle arti di Filadelfia, venendo nominata nel 1991 professoressa ordinaria alla cattedra di discipline umanistiche.
Adottò il figlio, nato nel 2002, dell'artista Allison Maddex, con la quale ebbe una relazione sentimentale durata fino al 2007. Dopo il suo collocamento a riposo per sopraggiunti limiti d'età, è stata nominata professoressa emerita.

## Pensiero
Negli anni sessanta aderì al femminismo, ma successivamente, scontrandosi con il movimento femminista, si avvicinò al liberalismo, difendendo la libertà individuale, la libertà di espressione e la libertà sessuale. Sostiene inoltre la legalizzazione delle droghe, della prostituzione, dell'aborto e della pornografia, quest'ultima da lei ritenuta una pratica artistica.
Sebbene sia atea, prova rispetto per la religione, che reputa una ricca fonte di valore psicologico, etico e culturale. È una dura avversaria del pensiero postmoderno e dei suoi frutti, come il politicamente corretto.

## Opere
- Camille Paglia, Sexual personae, Torino, Giulio Einaudi Editore, 1993.
- Camille Paglia, Gli uccelli di Alfred Hitchcock, a cura di Anna Di Lellio, Firenze, Liberal libri, 1999.
- Camille Paglia, Seducenti immagini, Bologna, il Mulino, 2013.